# Ázsiaigázló
Az ázsiaigázló vagy gotu kola (gotu cola) (Centella asiatica, korábban Hydrocotyle asiatica) az ernyősvirágzatúak (Apiales) rendjén belül a zellerfélék (Apiaceae) családjának Mackinlayoideae alcsaládjába tartozó trópusi növényfaj.
Nevezik tigrisfűnek is, de ez a név más növényfaj (pl. az egyszikűek közé tartozó Thysanolaena latifolia) neve is, így félreértést okozhat.
A növényfajt korábban az aráliafélék (Araliaceae) családjába tartozó gázló (Hydrocotyle) növénynemzetségbe sorolták, magyar neve ekkor ázsiai gázló formában különírva volt helyes. Mivel jelenleg egy másik családhoz (azaz rokonsági fokban is távolabb került a gázló növénynemzetségtől), a zellerfélékhez (Apiaceae) tartozó Centella növénynemzetségbe sorolják, a növényfaj magyar neve a magyar növénynevek helyesírási szabályzata alapján ázsiaigázló formában egybeírva helyes a bekövetkezett jelentésváltozás miatt, hiszen már nem a gázlófajok közé tartozik.

## Elterjedése
Kelet-, délkelet- és dél-ázsiai eredetű, Indiában, Srí Lankán, Kínában, a Koreai-félszigeten, Japánban, Indonéziában és Malajziában, de a Dél-afrikai Köztársaságban, Madagaszkáron is őshonos, termesztése folytán azonban már szinte minden trópusi, szubtrópusi területen megtalálható. A nedves réteket, mocsaras területeket kedveli. A hidegre való érzékenysége miatt Magyarországon a természetben nem életképes, üvegházakban tartják.

## Megjelenése
Kis termetű, legfeljebb 50 cm magasra növő évelő lágyszárú. Kúszónövény, hosszú, vékony, pirosas szára földön kúszik, s a szárcsomóknál legyökerező hajtást fejleszt. Levelei is a szárcsomókból fejlődnek, hosszú nyelűek, levéllemezeik 2–6 cm hosszúak, élénkzöldek, legyező vagy vese alakúak, fogazott vagy csipkés szélűek. Virágai aprók, fehér színűek s egyszerű, fehéres ernyővirágzatban csoportosulnak.

## Felhasználása

### Élelmiszernövény
Zöldségként, fűszerként egyaránt használják. Az elefántok egyik tápláléknövénye, s a helyiek szerint az elefántok a növény fogyasztásának köszönhetik hosszú életüket.

### Gyógynövény
Ázsiában hagyományosan külsőleg használva bőrbetegségeket, sebeket, belsőleg használva leprát, fekélyeket, szifiliszt, egyéb bőrproblémákat, elefántkórt, pszichiátriai problémákat, epilepsziát, fizikai és szellemi kimerültséget kezelnek a friss vagy száraz növénnyel. Élénkítő, vizelet- és hashajtó, vértisztító, immunrendszert erősítő, emlékezetjavító, fáradtságérzetet csökkentő hatású, de májbetegségek és magas vérnyomás esetén is alkalmazzák.
Az ájurvéda és a hagyományos kínai orvoslás is használja a növényt gyógyításra.
A gyógyszerkönyvekben – a VIII. Magyar Gyógyszerkönyvben is – szereplő hivatalos drogja a növény föld feletti virágos hajtásából készül (Centellae asiaticae herba), s aziatikozidban kifejezett összes triterpénszármazék-tartalma legalább 6%. A drog mintegy 2,5–8%-ban triterpén-szaponinokat tartalmaz, közülük főleg a pentaciklusos aziatinsav és a madekasszinsav, illetve ezek glikozidjai (aziatikozid, madekasszozid) fordulnak elő benne; kísérletekkel igazolt, hogy a növény hatásait döntően ezen vegyületek okozzák. További jelenlevő vegyületek flavonoidok és poliszacharid (pektin). Drogja antibakteriális, külsőleg antimikotikus, elősegíti a kisebb égési sérülések, sebek, fekélyek gyógyulását, leírták cellulitisz elleni és csíkok kifejlődését gátló tulajdonságát. Kimutatták ödémacsökkentő, vénás pangást csökkentő, vérkeringést javító hatását. Bizonytalanul adaptogén hatású, nyugtató, szorongásoldó hatását feltételezik.

### Dísznövény
Dísznövényként is termesztik.